# Плошко, Борис Герасимович
Борис Герасимович Плошко (1907—1986) — статистик, доктор экономических наук, профессор. Участник Великой Отечественной войны.

## Биография
Борис Герасимович Плошко родился 8 июня 1907 года в Санкт-Петербурге в семье контролера Сберкассы. Отец Бориса Герасимовича, Герасим Федорович, арестован 28 февраля 1933 г., был осуждён Тр.ПП ОГПУ в ЛВО по статье 58-10, 11 и лишен права проживания в определенных городах и областях на 3 года. В 1925 году Борис Герасимович поступил на экономический факультет и в 1930 году окончил Ленинградский Политехнический институт с квалификацией инженер-экономист. Когда началась Великая Отечественная война, участвовал в боевых действиях на Ленинградском фронте. Был помощником начальника организационно-планового отделения штаба 63 гвардейской стрелковой дивизии. Интендант 3-го ранга. В 1945 году был демобилизован и вернулся к научно-педагогической деятельности. В 1944 году стал членом КПСС.
С 1949 по 1954 год был заведующим кафедрой статистики и деканом факультета в Ленинградском плановом институте. В 1946 году защитил кандидатскую диссертацию. В 1963 году защитил диссертацию на соискание ученой степени доктора экономических наук по проблемам российской статистики дореформенного периода. С 1972 по 1979 год был руководителем теоретического семинара преподавателей кафедры статистики. С 1972 по 1975 год заведовал кафедрой статистики ЛФЭИ.

## Основные работы
- «Группировка и системы статистических показателей» (1971);
- Плошко Б. Г., Елисеева И. И. История статистики. Учебное пособие. — М.: Финансы и статистика, 1990. — 294,[1] с. : портр. — ISBN 5-279-00304-2

## Награды
- Орден Красной Звезды;
- Медаль «За оборону Ленинграда»
- Орден «Знак Почёта»;
- Медаль «За победу над Германией в Великой Отечественной войне 1941—1945 гг.»[4].